# Freie Waldorfschule Wiesbaden
Die Freie Waldorfschule Wiesbaden (FWS) ist eine genehmigte Ersatzschule mit staatlich anerkannter Oberstufe. Sie ist eine Privatschule in Wiesbaden-Biebrich. Schulträger ist der Verein Freie Waldorfschule Wiesbaden e.V.

## Geschichte
Gegründet wurde die Schule 1985 und hat ihren Standort seit 1991 in Wiesbaden-Biebrich.
Das Schulgebäude ist frühestens seit seiner Sanierung 2010 ein Plusenergiehaus. Nach Angaben der Architekten ist die Waldorfschule damit die erste Energie-Plus-Schule Deutschlands.
In einer Umfrage der Online-Zeitung Merkurist belegte die Schule 2022 den letzten Platz unter zwölf Schulen in Wiesbaden. Die Autoren machten dafür auch das eigene Konzept verantwortlich, mit dem nicht jeder vertraut sei.

## Schulsystem
Unterrichtet wird nach der Waldorfpädagogik von Rudolf Steiner. Die Klassen gehen von der 1. bis 13. Klasse, wobei man jeden schulischen Abschluss machen kann (Hauptschulabschluss, Realschulabschluss, Fachhochschulreife, Abitur (G9)).

### Praktika
Die Schüler der 7. Klasse machen ein Praktikum in der Schulmensa. In der 9. Klasse arbeitet jeder Schüler für zwei Wochen in einem kleinen bis mittelgroßen Handwerksbetrieb sowie absolviert ein 3-wöchiges Praktikum in der Landwirtschaft. In der 10. Klasse geht jeder Schüler für zwei Wochen in ein größeres Unternehmen/Hotel und absolviert zudem ein zweiwöchiges Feldmesspraktikum. In der 11. Klasse arbeiten alle Schüler im Rahmen des Sozialpraktikums für 4 Wochen in einer sozialen Einrichtung.

### Schülerfirma
2021 wurde von der damaligen 7. Klasse eine Schülerfirma, querbeet e.V., ins Leben gerufen, bei der man Lebensmittel kaufen kann, welche bei Bio-Bauern aus der Umgebung bestellt werden. Jede 7. Klasse arbeitet 1 Jahr lang, zweites Halbjahr der 7. Klasse und erstes Halbjahr der 8. Klasse, in der Schülerfirma. Jeden Mittwoch sortiert eine kleine Gruppe von Schülern die Bestellungen und bestellt die jeweiligen Sachen bei den Höfen. Am Freitag werden von einer anderen Gruppe die Lieferungen angenommen und überprüft, ob alles da ist. Die nächste Gruppe füllt die Lebensmittel in die jeweilige Box der Besteller ein und man kann seine Box abholen.

### Jahresarbeiten
Im Rahmen der Jahresarbeiten in der 8. und 11. Klasse befassen sich die Schüler ein Jahr lang theoretisch und praktisch mit einem Thema, das am Ende des Jahres vor der Schulgemeinschaft vorgetragen wird.

## Theaterstücke
Die zweite Klasse spielt jedes Jahr bei der Einschulung ein kleines Märchentheaterstück für die neuen Erstklässler. In der 8. Klasse wird ein Theaterstück erarbeitet und aufgeführt, die Bühnenkulisse wird von der Klasse selbst im Werkunterricht hergestellt. Ein weiteres Theaterstück wird in der 12. Klasse aufgeführt, auch hierfür stellen die Schüler die Bühnenkulisse selbst her.